# Volgspot
Volgspot is een kunstzinnig georiënteerd Nederlands radioprogramma van de KRO-NCRV. Centraal in het programma staan film, theater en kleinkunst. In elke uitzending worden enkele kunstenaars uitgenodigd door de presentator om over hun carrière in de kunstwereld en hoe ze daarin zijn beland te praten.
De eerste uitzending was op 5 september 1982 bij de NCRV. Het programma werd 28 jaar lang uitgezonden op Radio 2, waarna het een rubriek werd in het programma Plein 5 op Radio 5 Nostalgia. Sinds 2016 wordt Volgspot weer als programma elke doordeweekse dag van acht tot tien uur 's avonds uitgezonden op NPO Radio 5 en sinds 2023 alleen in het weekend van 20:00-23:00. 
Amoroso (NPO Radio 4) · Barend en Wijnand (NPO 3FM) · Cappuccino (NPO Radio 2) · Casa Luna (NPO Radio 1) · Lunch! (NPO Radio 1) · Plein 5 (NPO Radio 5) · Saskia (NPO 3FM · Schepper & Co Radio (NPO Radio 5) · SnoTime! (NPO Radio 2) · Stand.nl (NPO Radio 1) · Te Deum Laudamus (NPO Radio 4) · Volgspot (NPO Radio 2) · Woord op zondag (NPO Radio 5) · Wout2Day (NPO Radio 2)